# Bienville-la-Petite
Bienville-la-Petite – miejscowość i gmina we Francji, w regionie Grand Est, w departamencie Meurthe i Mozela.
Według danych na rok 1990 gminę zamieszkiwały 33 osoby, a gęstość zaludnienia wynosiła 18 osób/km² (wśród 2335 gmin Lotaryngii Bienville-la-Petite plasuje się na 1012. miejscu pod względem liczby ludności, natomiast pod względem powierzchni na miejscu 1233.).